# Последний шанс (фильм, 1945)
«Последний шанс» (нем. Die Letzte Chance) — фильм швейцарского режиссёра Леопольда Линдтберга.

## Сюжет
Северная Италия, сентябрь 1943-го. В городке Сало учреждено марионеточное фашистское правительство, приступившее к депортации в Германию рабочих и иностранцев. Двум заключённым, англичанину и американцу, удаётся убежать из поезда. В результате они попадают в группу беженцев, состоящую из представителей десяти национальностей, которая пытается пробиться к швейцарской границе. Преодолевая опасности и тяжёлые испытания, герои фильма находят спасение на территории нейтральной страны.

## Награды
- 1946 — Золотая пальмовая ветвь Каннского кинофестиваля
- 1947 — Премия Золотой глобус за развитие взаимопонимания между народами